# Pamela Springsteen
Pamela Springsteen, all'anagrafe Pamela Coleen Springsteen (Freehold, 8 febbraio 1962), è un'attrice e fotografa statunitense.

## Biografia
Nata nel 1962, Pamela Springsteen è la sorella minore del cantante e musicista Bruce Springsteen. Lei ha lavorato come fotografa nell'industria cinematografica, televisiva e musicale e come attrice. Viene principalmente ricordata per aver impersonato Angela Baker nei film Sleepaway Camp II: Unhappy Campers del 1988 e Sleepaway Camp III: Teenage Wasteland del 1989 (nel primo film della saga il personaggio era invece interpretato da Felissa Rose). Pamela Springsteen realizzò alcune copertine degli album del fratello, come ad esempio quella di Lucky Town (1992).

## Filmografia parziale

### Attrice

#### Cinema
- Fuori di testa (Fast Times at Ridgemont High), regia di Amy Heckerling (1982)
- Amare con rabbia (Reckless), regia di James Foley (1984)
- Ritorno alla quarta dimensione (My Science Project), regia di Jonathan R. Betuel (1985)
- Modern Girls, regia di Jerry Kramer (1986)
- Scenes from the Goldmine, regia di Marc Rocco (1987)
- Dixie Lanes, regia di Don Cato (1988)
- Sleepaway Camp II: Unhappy Campers, regia di Michael A. Simpson (1988)
- Fast Food, regia di Michael A. Simpson (1989)
- Sleepaway Camp III: Teenage Wasteland, regia di Michael A. Simpson (1989)
- The Gumshoe Kid, regia di Joseph Manduke (1990)

#### Televisione
- L'albero delle mele (The Facts of Life) – serie TV, episodio 3x15 (1982)
- New York New York (Cagney & Lacey) – serie TV, episodio 2x5 (1982)
- Vita segreta di una madre (My Mother's Secret Life), regia di Robert Markowitz – film TV (1984)
- Hardcastle & McCormick (Hardcastle and McCormick) – serie TV, episodi9 2x1 (1984)
- Casa Keaton (Family Ties) – serie TV, episodio 4x5 (1985)

### Fotografa di scena

#### Cinema
- Jack the Dog, regia di Bobby Roth (2001)
- Manhood, regia di Bobby Roth (2003)
- Berkeley, regia di Bobby Roth (2005)

#### Televisione
- The Price of a Broken Heart, regia di Paul Shapiro – film TV (1999)
- Ballando alla luna di settembre (Dancing at the Harvest Moon), regia di Bobby Roth – film TV (2002)